# Australia First Movement

Logo der Bewegung

Die Australia First Movement (AFM) (deutsch Australien-Zuerst-Bewegung) war eine faschistoide Bewegung in Australien in der Zeit von 1936 bis 1942, die sich für den Sieg Japans im Zweiten Weltkrieg und ein nationalsozialistisches Australien ohne Briten und US-Amerikaner einsetzte.
Die Bewegung entstand 1936 mit der Herausgabe der Zeitschrift Publicist, wurde im November 1941 offiziell angemeldet und sechs Monate später im März 1942 zerschlagen, als führende Mitglieder verhaftet und inhaftiert wurden, da sie ein Komplott zur Aufgabe des stattfindenden Kriegs gegen Japan planten. Nachwirkungen einzelner Inhalte sind der australischen Buchautorin Barbara Winter zufolge bis in die Gegenwart zu spüren. Einige wichtige Politiker der australischen Nachkriegspolitik stammen aus dem Umfeld einzelner Akteure der Bewegung.

## Politische Ziele und Entstehung
Die Australia First Movement hoffte, dass sich Australien mit dem Sieg Japans im Zweiten Weltkrieg von Großbritannien würde befreien können und dass Japan nach einem Sieg über die USA keinen Amerikaner in Australien belassen und ein nationalsozialistisches Australien entstehen würde.
Bereits 1935 gab es Überlegungen von Mitgliedern der AFM zur Gründung einer nationalsozialistischen Partei, der Australia First Party. Zu einer Gründung dieser Partei kam es damals nicht. Nach ersten Überlegungen sollte Australien in 30 Provinzen aufgeteilt und die Immigration radikal begrenzt werden. Parlamentsmitglied sollte nur werden können, wer in Australien geboren wurde. Alle ausländischen Besitztümer sollten enteignet, die Bürgerrechte eingeschränkt und die Zensur ihrer Publikationen aufgehoben werden. Falls es zu einem Verbot dieser Partei kommen sollte und sie in die Illegalität getrieben würde, sollte die Bewaffnung der Bürger erfolgen. Die Zeitschrift Publicist unterstützte die Aborigines, da sie entsprechend der ethnischen Vorstellungen der Nationalsozialisten als Arier betrachtet wurden.
Die AFM wollte die australische Wirtschaft auf Japan ausrichten, um den Handel mit den USA und dem Vereinigten Königreich zu ersetzen. Alexander Rud Mills, einer der führenden Köpfe der AFM, verglich Kommunisten mit Juden und brachte dies nach einem Originalzitat so zum Ausdruck: „The friends of the Sowjet Russia (sic!), Jews and their dupes, fear Japan“ (deutsch: „Die Freunde der Sowjetunion, Juden und die Opfer ihrer Betrügereien, fürchten Japan“).
Teile der AFM waren gegen die allgemeine Wehrpflicht in Australien, eine einheitliche Linie darüber gab es in der Bewegung nicht. Die AFM bestand offiziell zwar erst seit dem November 1941, aber die Gründer kamen bereits 1936 zusammen, als ihr Organ The Publicist erstmals erschien.

## Mitglieder
Die Mitgliederstruktur war überaus heterogen. Bekannte Anhänger waren Adela Pankhurst, eine Mitbegründerin der Communist Party of Australia (CPA), die aus einer berühmten Familie von Suffragetten entstammte, William John Miles, ein Rhodes-Stipendiat und Geschäftsmann aus Sydney, Percy Reginald Stephensen, ein früheres Mitglied der CPA, Xavier Herbert und die Dichter Miles Franklin und Eleanor Dark.
Wichtigstes Mitglied der Bewegung war nicht der in Australien bekanntere Stephensen, sondern William John Miles, der mit seinen finanziellen Mitteln den Druck der Zeitschrift Publicist ermöglichte.
Einige Mitglieder waren Anhänger der Theosophen und Odinisten. In Victoria waren irische Katholiken mit Verbindungen zum Erzbischof Daniel Mannix und der Sinn Féin Mitglieder dieser Bewegung. Drei der führenden Anhänger der Australia First Movement waren ehemalige Mitglieder der CPA, ein Mitglied war in einer nationalsozialistischen Partei Australiens in Western Australia, einige arbeiteten für die Australian Labor Party (ALP), andere für die United Australia Party, der späteren Liberal Party of Australia mit starken Verbindungen zur Social Credit Party of Australia.
Einige der AFM-Mitglieder hatten Kontakt zu Oswald Mosleys British Union of Fascists und der britischen Imperial Fascist League von Arnold Leese. Ein Mitglied der AFM traf sich mit Adolf Hitler und korrespondierte mit General Erich Ludendorff, zwei erstellten anonyme subversive Zirkulare, andere importierten Nazipropaganda, einer während des Zweiten Weltkrieges vom Deutschen Konsulat aus New York.
Einzelne Mitglieder der AFM hatten Kontakte zu namhaften australischen Politikern. So war Robert Menzies ein Studienfreund von Mills, Adela Pankhurst kannte John Curtin aus ihren Zeiten in Victoria gut. Menzies wie Curtin waren spätere australische Premierminister der ALP. Weiter bestanden persönliche Beziehungen von AFM-Mitgliedern zu australischen Ministern wie Herbert Evatt, Arthur Calwell, Jack Beasley, Percy Spender und Archie Cameron.
Adela Pankhurst und Tom Walsh reisten auf Einladung der japanischen Regierung nach Japan. Als sie zurückkamen, berichteten sie, dass Japans Absichten friedlich seien. Zahlreiche Mitglieder der Bewegung waren frühere Gründungsmitglieder der CPA, wie Adela Pankhurst und Tom Walsh, des Weiteren Percy Reginald Stephensen. Stephensen verbreitete in der von ihm verfassten Literatur auch eine Romanfigur Dr. Morphet, die davon berichtet, dass die Arier aus Australien stammten.

## Aktivitäten
Teile der Australia First Movement waren Anhänger einer durch Alexander Rud Mills gegründeten Kirche, die den heidnischen Gott Odin verehrte. Mills traf sich mit Hitler, der sich allerdings nicht für seine Thesen interessierte.
Die AFM sympathisierte mit den Regierungen von Deutschland, Italien und Japan. Einige Mitglieder der Bewegung – nicht alle – nahmen an, dass der Sieg der Japaner zu einer Unabhängigkeit Australiens von Großbritanniens führen würde. Die Bewegung hatte direkte Verbindungen nach Japan, es gibt Hinweise darauf, dass Tom Walsh, der Mann von Adela Pankhurst, für die Erstellung von Publikationen von Japan bezahlt wurde. Zwischen 1936 und 1942 brachte die Bewegung 16 Ausgaben ihrer Zeitschrift Publicist heraus, die der Entwicklung des australischen Nationalsozialismus dienen sollten.

## Ende und Fortwirken
Die Bewegung fand ihr Ende, als 16 Mitglieder der AFM im März 1942 wegen Kollaboration mit den Achsenmächten und Sabotageverdacht verhaftet und interniert wurden. Am 9. März wurden mit drei Männern, darunter Stephensen, und Adela Pankhurst vier Führungskräfte der FMA in Haft genommen. Die Verhafteten wurden beschuldigt, ein Komplott zu planen, das vorsah, die australischen Soldaten aufzufordern, die Waffen im Krieg gegen Japan niederzulegen. Mills wurde Ende 1942 und Stephensen erst 1945 aus der Lagerhaft entlassen.
1944 wurde eine Untersuchung über die Rechtmäßigkeit der Verhaftungen durchgeführt und festgestellt, dass die Verhaftung legal war. Allerdings waren zu diesem Zeitpunkt noch nicht alle Verhafteten vor Gericht gestellt worden. Der Abschlussbericht von 1946 vor dem Houses of Representatives stellte die Rechtmäßigkeit der Maßnahme fest.
Barbara Winter, die Autorin des in Australien erschienenen Buches Australia-First Movement and the Publicist geht in ihrer Analyse der Australia First Movement davon aus, dass die Entstehung zwar in der Vergangenheit liegt, aber diese Tendenzen überall und weiterhin bestehen („the setting is in the past, but the tendencies exist everywhere and always“).